# Batalha de Goliad
A Batalha de Goliad foi o segundo combate da Revolução do Texas. Nas primeiras horas da manhã de 10 de outubro de 1835, colonos texianos rebeldes atacaram os soldados do Exército Mexicano guarnecidos em Presidio La Bahía, um forte próximo ao assentamento de Goliad, no Texas Mexicano. La Bahía estava localizada no caminho entre a única outra grande guarnição de soldados mexicanos (em San Antonio de Béxar) e o principal porto do Texas, na Baía de Copano.
Em setembro, os texanos começaram a planejar o sequestro do General mexicano Martín Perfecto de Cos, que estava en route a Goliad para tentar suprimir o tumulto no Texas. O plano foi inicialmente rejeitado pelo comitê central que coordenava a rebelião. No entanto, alguns dias após da vitória texana na Batalha de Gonzales, o Capitão George Collingsworth e membros da milícia texana em Matagorda começaram a marchar rumo a Goliad. Os texanos logo perceberam que Cos e seus homens já haviam partido para San Antonio de Béxar, porém continuaram a marcha.
A guarnição de La Bahía sofria com a falta de pessoal e não podia montar uma defesa efetiva do perímetro do forte. Usando machados emprestados pelos cidadãos da cidade, os texanos conseguiram talhar uma porta e entrar no complexo antes que a maior parte dos soldados estivesse ciente de sua presença. Após uma batalha de trinta minutos, a guarnição mexicana, sob o comando do Coronel Juan López Sandoval, se rendeu. Um soldado mexicano foi assassinado e três outros feridos, enquanto somente um texano saiu machucado. A maior parte dos soldados mexicanos foram instruídos a se retirar do Texas, e os texanos confiscaram US$ 10 000 em provisões e diversos canhões, os quais logo foram transportados ao Exército Texano para uso no Cerco de Béxar. A vitória isolou os homens de Cos em Béxar a partir da costa, forçando-os a contar com uma longa marcha terrestre para solicitar ou receber reforços ou suprimentos.

## Contexto
Em 1835, o México operava duas guarnições principais dentro do Texas, o Alamo em San Antonio de Béxar e Presidio La Bahía próximo de Goliad. Béxar era o centro político do Texas e Goliad localizava-se entre a cidade e o principal porto do Texas, na Baía de Copano. Suprimentos militares e civis e pessoal militar eram geralmente levados pelo mar do interior do México à Baía de Copano para então serem transportados por terra até os assentamentos do Texas.

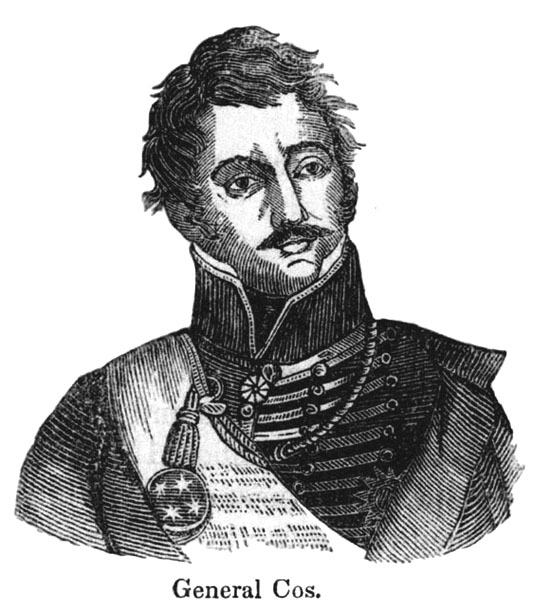
General Martín Perfecto de Cos.

No começo do ano, enquanto o governo mexicano fazia a transição de um modelo federalista para um centralismo, os cautelosos colonos do Texas começaram a formar Comitês de Correspondência e Segurança. Um comitê central em San Felipe de Austin coordenava suas atividades. Os texanos encenaram uma revolta menor contra os impostos alfandegários em junho; as Perturbações de Anahuac, como o episódio ficou conhecido, levaram o presidente mexicano Antonio López de Santa Anna a enviar tropas adicionais ao Texas. Em julho, o Coronel Nicolas Condelle levou duzentos homens para reforçar o Presidio La Bahía. No mês seguinte, um contingente de soldados chegou à Béxar com o Coronel Domingo de Ugartechea. Temendo que medidas mais fortes fossem necessárias para suprimir o tumulto, Santa Anna deu ordens a seu cunhado, General Martín Perfecto de Cos, para "reprimir com braço forte todos aqueles que, esquecendo de seus deveres para com a nação que os adotou como seus filhos, estivessem levando adiante um desejo de viver de sua própria maneira sem sujeição às leis". Cos chegou à Baía de Copano em 20 de setembro com aproximados quinhentos soldados e brevemente passou pelo porto e por uma pequena guarnição na cidade próxima de Refugio, deixando pequenos grupos militares para reforçar cada um destes locais. O principal corpo de soldados chegou à Goliad em 2 de outubro.
Sem o conhecimento de Cos, já em 18 de setembro, diversos texanos, incluindo James Fannin, Philip Dimmitt e John Linn, começaram a advogar alheios à necessidade de um plano para sequestrá-lo, ou em Copano ou em Goliad. Assim que os navios de guerra de Cos foram avistados se aproximando da Baía de Copano, os colonos de Refugio enviaram mensageiros à San Felipe de Austin e Matagorda para informar os outros assentamentos da chegada iminente de Cos. Preocupado que a falta de artilharia faria do Presidio em Goliad impossível de ser capturado, o comitê central decidiu não ordenar um ataque.
Apesar de Fannin, Dimmitt e Linn continuarem a pressionar por um ataque a Goliad, a atenção texana logo foi transferida para Gonzales, onde um pequeno grupo de texanos estava se recusando a obedecer as ordens de Ugartechea. Os colonos rapidamente correram para ajudar, e em 2 de outubro a Batalha de Gonzales iniciou oficialmente a Revolução do Texas. Após ter conhecimento da vitória texana, Cos se apressou para chegar à Béxar. Partiu com o maior contingente de seus soldados em 5 de outubro, e no entanto, uma vez que não foi capaz de encontrar um transporte adequado, a maioria de seus suprimentos permaneceu em La Bahía.

## Antecedentes
Em 6 de outubro, membros da milícia texana em Matagorda se congregaram na casa de Sylvanus Hatch. Como sua primeira ordem, eles elegeram George Collingsworth como seu Capitão; Dr. William Carleton foi então nomeado Primeiro-tenente e D.C. Collingsworth se tornou o Segundo-tenente da unidade. Após escolher seus líderes, os homens decidiram marchar até La Bahía. Eles planejavam sequestrar Cos e, se possível, roubar um valor estimado de US$ 50 mil que, segundo rumores, o acompanhava. Os texanos enviaram mensageiros para alertar os assentamentos próximos de sua expedição. À tarde, 50 texanos estavam prontos para marchar partindo de Matagorda. Durante a marcha, por razões desconhecidas, os homens demitiram Carleton e apontaram James W. Moore como seu novo Primeiro-tenente.
No dia seguinte, a expedição parou em Victoria, onde colonos falantes do inglês oriundos de outros assentamentos e 30 tejanos logo se juntaram ao grupo. Apesar de nenhuma lista exata ter sido mantida, o historiador Stephen Hardin estima que as forças texanas incharam para 125 homens. Quarenta e nove deles assinaram um "Acordo de Voluntariado sob Collingsworth" em 9 de outubro. Estes homens juraram que eram fieis ao governo federal mexicano e que não fariam mal a ninguém que permanecesse leal à causa federalista.

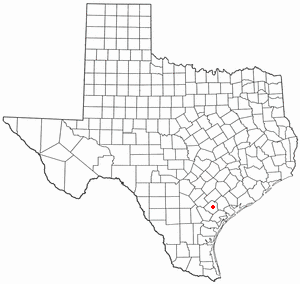
Este mapa marca a localização de Goliad, no Texas. O confronto aconteceu próximo da cidade.

Um dos novos rostos, o mercante Philip Dimmitt, recebeu uma missiva do agente alfandegário de Goliad com notícias de que Cos e seu fundo de guerra já haviam partido de La Bahía em direção à San Antonio de Béxar. Sem recuar, o grupo continuou a marcha em 9 de outubro. Ira Ingram liderou a vanguarda, que parou a 1,6 quilômetros de Goliad. Os eventos seguintes não são muito claros. Segundo as memórias do General mexicano Vicente Filisola, que não estava no Texas em 1835, os texanos tramaram atrair o comandante do Presidio, Coronel Juan López Sandoval, e seus oficiais para fora do forte. Os texanos supostamente planejaram um baile em Goliad, em 9 de outubro, e convidaram os oficiais mexicanos. Sandoval, Capitão Manuel Sabriego e Tenente Jesus de la Garza brevemente participaram do baile, porém suspeitaram ser alguma armadilha e retornaram ao forte. Nenhuma fonte texana menciona tal plano. Diversos texanos, incluindo Dimmitt, entraram de fato na cidade naquela noite para tentar encontrar guias e apoio para o esforço. Os esforços de Dimmitt lograram êxito, e vários tejanos que viviam perto de Goliad se uniram à força texana. Eles informaram que Sandoval comandava somente 50 homens—bem menos que o número necessário para defender todo o perímetro do forte—e forneceram direções até o local.
O corpo principal dos soldados texanos, sob o comando de Collingsworth, se desorientou no escuro e desviou da estrada, se perdendo em um bosque de mesquite. Enquanto voltavam o caminho até a estrada, os texanos encontraram Ben Milam, um colono do Texas que havia escapado recentemente da prisão em Monterrey. Milam se juntou a milícia como Soldado raso, e o grupo logo se reuniu à vanguarda.

## Confronto
À medida que as forças texanas combinadas se preparavam para a batalha, eles enviaram uma mensagem para instruir o alcaide da cidade a se render. Às 11h da noite, o alcaide respondeu que a cidade permaneceria neutra, nem se rendendo nem lutando. Entretanto, vários cidadãos forneceram machados à milícia texana. Os texanos se dividiram em quatro grupos, a cada um sendo designada uma abordagem diferente para o Presidio. Nas horas antes do amanhecer de 10 de outubro, os texanos atacaram. O único sentinela conseguiu dar o alarme, mas foi imediatamente abatido. Os texanos rapidamente talharam uma porta na parede norte da fortaleza e correram para o pátio interior. Ouvindo a comoção, os soldados mexicanos se alinharam às paredes para defender o forte.
Os soldados mexicanos abriram fogo, acertando Samuel McCulloch, um escravo que George Collingsworth havia libertado, no ombro. Os texanos responderam atirando por aproximadamente 30 minutos. Durante uma pausa na luta, um porta-voz texano gritou, afirmando que os texanos "massacr[ariam] todos vocês, a menos que saiam imediatamente e se rendam". A guarnição mexicana imediatamente se rendeu.

## Resultado
McCulloch foi o único soldado texano a ser ferido, e ele mais tarde afirmou ser o "primeiro cujo sangue foi derramado na Guerra de Independência do Texas". Esta distinção lhe valeu um lar permanente; uma lei posterior proibiu qualquer escravo livre de residir na República do Texas, mas em 1840 a Assembleia Legislativa do Texas excluiu especificamente McCulloch, sua família e seus descendentes de tal aplicação, como recompensa pelo seu serviço e por seu ferimento.
Estimativas de baixas mexicanas variam de um a três soldados mortos e de três a sete feridos. Aproximadamente 20 soldados fugiram. Eles alertaram as guarnições em Copano e Refugio sobre o avanço dos texanos; os soldados dessas guarnições abandonaram seus postos e se juntaram a outros no Forte Lipantitlán. Milam escoltou os soldados mexicanos restantes para Gonzales, onde o recém-formado Exército Texano estava localizado. O Comandante do Exército Texano, Stephen F. Austin, posteriormente libertou todos os homens, sob a condição de que deixassem o Texas e jurassem parar de lutar contra residentes do Texas. Um soldado mexicano ferido obteve permissão para permanecer em Goliad, assim como o Capitão Manuel Sabriego, que era casado com uma mulher local. Secretamente, Sabriego começou a organizar um grupo de colonos da área de Goliad que simpatizavam com o México.
Tropas texanas confiscaram as provisões que encontraram no forte. Apesar de acharem 300 mosquetes, a maior parte deles estavam quebrados e impossíveis de serem reparados. Dimmitt contratou dois armeiros capazes de fazer as armas restantes funcionarem. Comida, roupas, cobertores e outras provisões foram avaliadas em US$ 10 mil. O novo oficial responsável pelas provisões do forte, John J. Linn, reportou que 175 barris de farinha haviam sido confiscados, junto com um grande estoque de açúcar, café, whiskey e rum. Durante os três meses seguintes, as provisões foram divididas entre as companhias do Exército Texano. Os texanos também obtiveram o controle de diversos canhões.
Nos dias seguintes, mais colonos texanos se juntaram ao grupo em La Bahía. Muitos deles eram de Refugio, o assentamento mais distante de Matagorda. O historiador Hobart Huson especula que estes homens foram os últimos a ouvir sobre o ataque planejado. Austin ordenou que 100 homens permanecessem em Goliad sob o comando de Dimmitt, enquanto o resto se juntaria ao Exército Texano na marcha até as tropas de Cos em Béxar. Collingsworth retornou à Matagorda para recrutar mais soldados, mas em 14 de outubro, os texanos que permaneceram em Goliad começaram a marchar em direção a Béxar.
A perda de Goliad significava que Cos havia perdido seus meios de comunicação com a Baía de Copano, o porto mais próximo a Béxar. As tropas mexicanas na guarnição de Béxar agora precisariam obter suprimentos e reforços por terra.